# بندر آلاباما (آلاباما)
بندر الاباما، الاباما (به انگلیسی: Alabama Port, Alabama) یک منطقهٔ مسکونی در ایالات متحده آمریکا است که در آلاباما واقع شده‌است.

## خصوصیات
بندر الاباما ۲٫۱۳ متر بالاتر از سطح دریا واقع شده‌است.